# Довжицька волость (Лебединський повіт)
Довжицька волость — адміністративно-територіальна одиниця Лебединського повіту Харківської губернії.
Найбільші поселення волості станом на 1914 рік:
- село Довжик — 2720 мешканців;
- хутір Розсохуватий — 1082 мешканці.

Старшиною волості був Рубан Іван Григорович, волосним писарем — Алексенко Тихон Леонтійович, головою волосного суду — Шимка Степан Кузьмович.